# 517 (tal)
517 är det naturliga heltal som följer 516 och följs av 518.

## Matematiska egenskaper
- 517 är ett udda tal.
- 517 är ett sammansatt tal.
- 517 är ett semiprimtal[1].
- 517 är ett defekt tal.
- 517 är ett lyckotal.

## Inom vetenskapen
- 517 Edith, en asteroid.